# Like a Lover, Like a Song
«Like a Lover, Like a Song» (en español: «Como un amante, como una canción») es una canción de rock compuesta por el vocalista y músico Myles Goodwyn.  Este tema se enlistó como el séptimo en orden del disco The Whole World's Goin' Crazy de la banda de rock canadiense April Wine, publicado por Aquarius Records en 1976.

## Lanzamiento y recepción
Esta pista fue lanzada en 1976 como el tercero y último sencillo del álbum The Whole World's Goin' Crazy.  En la cara B del vinilo se grabó la canción «Goody Two-Shoes» («Goody dos-zapatos» en castellano), escrita también por Goodwyn.
El 6 y 13 de noviembre de 1976, «Like a Lover, Like a Song» se colocó en la 49.º posición de la lista de los 100 sencillos más exitosos de la revista RPM de Canadá.
En la crítica que Mike DeGagne de Allmusic le otorgó a The Whole World's Goin' Crazy, describe a «Like a Lover, Like a Song» como una de las mejores baladas de la agrupación.  Destacó también el canto de Myles Goodwyn, pues menciona que «este tema revela el talento de Goodwyn al cantar melodías lentas».

## Lista de canciones

### Cara A
| side one |                             |               |          |  |
| N.º      | Título                      | Escritor(es)  | Duración |  |
| 1.       | «Like a Lover, Like a Song» | Myles Goodwyn | 3:46     |  |

### Cara B
| side one |                   |               |          |  |
| N.º      | Título            | Escritor(es)  | Duración |  |
| 2.       | «Goody Two-Shoes» | Myles Goodwyn | 4:26     |  |

## Créditos
- Myles Goodwyn — voz principal, guitarra y teclados
- Gary Moffet — guitarra
- Steve Lang — bajo
- Jerry Mercer — batería

## Listas
| Año  | País   | Lista                    | Posición máxima |
| ---- | ------ | ------------------------ | --------------- |
| 1976 | Canadá | RPM Magazine Top Singles | 49.º            |